# Веретье (аэродром)
Гарнизон Веретье (Остров-5) — военный аэродром в Псковской области, в 7 километрах от города Острова, административного центра Островского района Псковской области. Жилой военный городок авиаторов называется Остров-2.

## Данные аэродрома
- Наименование — Остров (Веретье), eng. Ostrov (Veret’ye)
- Индекс аэродрома ЬЛОС / XLOS
- круг полётов RL
- ВПП 01/19 3480 × 75 метров
- Курс магнитный 008°/188°
- Курс истинный 017°/197°
- Порог 1 N57.28467° E028.42560°
- Порог 2 N57.31458° E028.44215°
- покрытие — железобетон
- позывной (старт 124.0 МГц) — «Ирбит»

Запасная ГВПП (2500x120м) не поддерживается.
Нкр.= 600 метров.
Гражданский индекс: ULOS / УЛОС
На аэродроме базируется 15-я бригада армейской авиации. На вооружении стоят вертолёты Ми-8МТВ5, Ми-26Т, Ми-28Н, Ми-35М, Ка-52. Всего порядка семидесяти вертолётов.

## История аэродрома
Достоверных сведений по ранней истории аэродрома немного.
Имеется информация, что аэродром Веретье был построен в середине 30-х годов прошлого века. Первое время аэродром использовался как летние лагеря. В 1940 году на основании Директивы НКО СССР No. 0/4104725 от 25.07.1940 г. сформирован 158-й истребительный авиационный полк ПВО с базированием на аэродроме Веретье. К 22.06.41 г. полк имел на вооружении 46 самолётов И-16 и 20 Як-1. В годы войны аэродром использовался немецкой авиацией (судя по архивным фотографиям — вспомогательной и военно-транспортной).
В 1953 году с аэродрома Тарту на аэродром Веретье перебазировался 12-й ТАП ДД на самолётах Ту-4. До 1954 года 12-й ТАП оставался в составе 326-й ТБАД 74-го тяжёлого бомбардировочного авиационного корпуса Дальней авиации. В этом же году он вместе с 685-м ТАП вошел в состав специально сформированной 116-й тяжелой авиационной дивизии 74-го ОТБАК. Эта дивизия создавалась для освоения новой противокорабельной ракетной системы «Комета». Управление дивизии, а также её полки (12-й ТАП и 685-й ТАП) дислоцировались на аэродроме Веретье. Кроме тяжелых полков, в дивизию входила 61-я отдельная истребительная авиационная эскадрилья СпН самолётов СДК-5 (МиГ-17СДК). Дивизия и части, входящие в неё, были отнесены к особо режимным объектам.
В конце 1959 г. — начале 1960 г. управление 116-й ТАД и 685-й ТАП были расформированы. Согласно директиве ГК ВМФ №ОМУ/13028 от 27.03.1960 г., 12-й тяжелый авиационный полк передан в состав ВВС БФ и переименован в 12-й минно-торпедный авиационный полк дальнего действия. Командиру полка была переподчинена и 61-я ОИАЭ СпН, базирующаяся на аэродроме Веретье, которая также была передана в состав ВВС БФ. В июле 1960 г. 61-я ОИАЭ была переформирована в 12-й отдельный истребительный авиационный отряд СпН, без изменения места дислокации.
С 13.04.1961 г., в связи с преобразованием минно-торпедной авиации в морскую ракетоносную авиацию на основании Приказа МО СССР № 0028 от 20.03.1961 г., Приказа Главкома ВМФ № 048 от 13.04.1961 г. и Приказа Командующего БФ № 0036 от 27.04.1961 г., 12-й ОМТАП ДД был переименован в 12-й отдельный морской ракетоносный авиационный полк.
В середине 1961 года 12-й ОИАО СпН, подчиненный командиру полка, был расформирован.
1 июня 1971 года, на основании директивы ГШ ВМФ № 730/ 1/00186 от 10.02.1971 г., 9-й гв. МРАП, вооружённый самолётами Ту-16, был передан в состав ВВС Балтийского Флота, с перебазированием с аэродрома Североморск-1 на аэродром Веретье. 9-й гв. МТАП всю войну был в составе 5-й МТАД Северного флота, с дислокацией на аэродроме Ваенга (Североморск-1). На вооружении полка после окончания войны были самолёты Ил-4 и А-20 «Бостон», затем полк перевооружили Ил-28 и Ту-14, в 1956 г — на Ту-16. Одной из причин перебазирования полка стала необходимость освободить аэродром вновь сформированному ещё в 1968 году 24-му отдельному противолодочному полку ДД на Ил-38. В 1972-м году 9-й гв. авиационный полк перелетел в Остров.
В это же время в полку готовятся к заграничной командировке в Египет, для оказания военной помощи «братскому народу». Командованием ВМФ СССР было принято решение направить в «горячую точку» эскадрилью самолётов (десять машин) Ту-16КСР-2-11 из состава 9-го гв. МРАП. Командиром авиагруппы был назначен полковник В. И. Колчин. Самолёты получили камуфляжную окраску и опознавательные знаки Арабской Республики Египет. В конце октября — начале ноября 1971 года самолёты Ту-16 были перебазированы в Асуан, где экипажи приступили к изучению района полётов в новых, непривычных для северян условиях. Самолёты перегоняли парами через Венгрию и Югославию, техсостав эскадрильи был перебазирован самолётами Ан-12. Формальной задачей эскадрильи было обучение египетских лётчиков на самолётах Ту-16КСР-2.
К июню 1972 года 10 египетских экипажей были переучены на эту ракетную систему, и в июле поступил приказ о сворачивании деятельности советской авиагруппы. В июле 1972 года лётчики и техники 9-го гв. МРАП покинули Египет. Перед их отъездом все 10 ракетоносцев были переданы египетской стороне. В составе ВВС АРЕ из них была сформирована 36-я авиационная эскадрилья, под командованием подполковника Рауфа.
Однако, несмотря на категоричность требования президента ОАР Анвара Садата о полном выводе советских военных специалистов, командованию ВВС Египта пришлось прибегнуть к помощи советских специалистов по Ту-16. В декабре 1972 года в Египет прибыла группа так называемых «инструкторов» из 9-го гв. МРАП ВВС БФ, под командованием майора Корнева. В состав группы входили: штурманы, техники по всем авиационным специальностям, специалисты по ракетному оборудованию и крылатым ракетам. По контракту они проработали шесть месяцев, а «ракетчики» остались ещё на три месяца — до конца октября 1973 года.
31 декабря 1974 года 9-й гв. МРАП был расформирован. Одной из причин расформирования полка, было то, что он имел на вооружении устаревшую к тому времени ракетную систему КС, а перевооружать его посчитали нецелесообразным.
В 1975 году на аэродроме Веретье сформирован 846-й отдельный гвардейский морской штурмовой авиационный полк в/ч 39064 на самолётах Су-17 — первый морской штурмовой авиаполк в авиации ВМФ СССР послевоенного периода. Этот полк стал наследником прославленного 1-го гвардейского минно-торпедного авиационного полка ВВС дважды Краснознамённого Балтийского флота, к которому перешли все регалии и почётные наименования. 20 мая 1980 года полк был передислоцирован на аэродром Чкаловск, г. Калининград.
В 1978 году на аэродроме ВВС КБФ г. Быхов сформирован 342-й отдельный авиационный полк радиоэлектронной борьбы на самолётах Ту-16. В 1980 полк переведён на аэродром Веретье, где и проработал до 1989 года, после чего 342-й ОАП РЭБ был расформирован, а его подразделения вновь вернули в состав 170-го и 240-го гв. МРАПов в Быхове.
29 декабря 1989 года 12-й ОМРАП ВВС БФ был расформирован. Боевое Знамя полка было сдано в архив МО СССР, а самолёты переданы во вновь образованную на аэродроме Веретье авиационную базу хранения (5501-я база резерва самолётов и вертолётов). Оттуда самолёты Ту-16К-26 полка передавали в эскадрильи РЭБ 170-го гв. МРАП и 240-го гв. МРАП, постепенно заменяя более старые по годам выпуска Ту-16СПС.
В 1989 году гарнизон Веретье, после передислокации туда 392-го ОДРАП, перешёл в подчинение ВВС СФ и оставался в их составе вплоть до 1993 года.

### Краткая история 444-го ЦБП и ПЛС
После распада СССР в 1992 году на Украине остались 33-й (г. Николаев, Кульбакино) и 1063-й (Саки) Центры БП и ПЛС ВМФ СССР, 859-й УЦ (Кача), судьба которых была под вопросом. Морская Авиация Российской Федерации осталась без своей собственной базы подготовки и переучивания летного и инженерно-технического состава. Перед командованием ВВС ВМФ встала необходимость создания нового Учебного Центра уже на территории России. 11.10.1993 года было принято постановление Коллегии МО РФ по вопросу создания нового центра для морской авиации. Вслед за этим в декабре того же года вышло распоряжение Главного штаба ВМФ по формированию нового Учебного Центра Авиации ВМФ РФ. Согласно директиве командующего ВВС ВМФ от 01.09.1994 года был сформирован 444-й Центр боевого применения и переучивания летного состава ВВС ВМФ. Первым командиром Центра был назначен генерал-майор А. Я. Бирюков.
В 1995 году при Центре сформированы Центральные офицерские курсы.
В 1993-94 гг. управление 132-й морской штурмовой авиационной дивизии и 170-й гв. морской штурмовой авиаполк были расформированы, а 240-й гв. МШАП и 392-й ОДРАП переформированы в новый 240-й гвардейский Краснознаменный Севастопольско-Берлинский смешанный (инструкторско-исследовательский) авиационный полк ВВС ВМФ. Он стал подчиняться начальнику вновь формируемого 444-го ЦБП и ПЛС. 444-й ЦБП и 240-й ИИ САП были призваны в какой-то мере заменить оставленные в независимой Украине 33-й ЦБП и ПЛС им. Преображенского, 540-й МРАП (ИИ) (Кульбакино), 555-й ПЛВП (ИИ) (Очаков), 316-ю ОПЛАЭ (Кульбакино).
На вооружении 240-го гв. САП были все типы эксплуатировавшейся в то время в Морской Авиации РФ авиационной техники (кроме вертолётов): Ту-154М, Ту-142, Ту-134УБЛ, Ту-134УБК, Ту-22М3, Ил-38, Су-24М, Бе-12, Ан-26, Ил-18 а также несколько учебно-тренировочных самолётов типа Л-39
1 октября 2001 года из состава 240-го полка выведена транспортная эскадрилья. Он передаётся во вновь формируемый 46-й отдельный транспортный Краснознамённый авиационный полк ВМФ (центрального подчинения) на аэродроме Остафьево. Часть самолётов полка продолжают базироваться на аэродроме Веретье.
Итак, к началу 21-го века на аэродроме дислоцировались:
- 444-й центр БП и ПЛС МА РФ в/ч 62751
- 240-й гв. ИИ САП в/ч 56138
- 46-й ОТАП ЦП (частично)
- Авиационно-техническая база в/ч 25504, сформирована 01.07.1955 г.
- Ремонтно-техническая база в/ч 60066, сформирована 20.09.1994 г.
- 38-я лаборатория измерительной техники, сформирована 06.04.2002 г.
- 30-й авиационный полигон, сформирован 01.05.1943 г.
- отдельный батальон связи и РТО в/ч 62203
- 52-я ОТЭЧ в/ч 81310, сформирована 01.10.2000 г. из выделенной ТЭЧ в/ч 56138 и 5501-й базы хранения в/ч 81310 с сохранением номера последней.
- 5501-я база резерва самолётов и вертолётов (на базе ОТЭЧ), которая в том числе занималась разделкой и утилизацией авиатехники.

1 декабря 2009 года 444-й ЦБП и ПЛС ВВС и ПВО ВМФ был расформирован. Авиационная техника (частично) передана во вновь сформированный 859-й Центр боевой подготовки и переучивания летного состава Морской Авиации ВМФ в г. Ейск, Краснодарского края. 46-й ОТАП переформирован 7055-ю гв. Краснознаменную Севастопольско-Берлинскую АвБ ВМФ центрального подчинения 2-го разряда с базированием на аэродроме Остафьево.
В 2013 году аэродром Веретье передан в Армейскую авиацию.
По данным спутниковых карт Google и Яндекс, на аэродроме Веретье в н.в. (2018 год) на хранении находится 7 самолётов Бе-12, 7 Су-24, 1 Ан-26, 2 Ту-22М3, 2 Ту-134УБЛ и 2 Ту-142М.

### 15-я бригада АА
15-я бригада армейской авиации (4-е авиационные эскадрильи) сформирована в 2013 году. Данное формирование было образовано в ВС РФ впервые, вместо существующих вертолётных авиационных баз второго разряда. Для укомплектования бригады направляется новая и самая современная техника, в частности: 25 декабря 2013 года состоялась передача в боевой состав 15-й бригады новых вертолётов Ми-28Н и Ми-35М. В тот же день на дальневосточном заводе «Прогресс» в г. Арсеньеве, в присутствии генерального директора холдинга «Вертолеты России» Александра Михеева и главкома Военно-воздушных сил генерал-лейтенанта Виктора Бондарева, бригада получила 12 новейших Ка-52. Помимо этих вертолётов, на вооружении бригады имеются транспортно-боевые Ми-8МТВ-5 и тяжёлые вертолёты типа Ми-26.

### Катастрофы и авиационные происшествия
29.12.1974 года. Самолёт Ту-16, командир к-н Корепанов А. Д., 1 класс. При перелете Остров — Североморск-3 самолёт столкнулся с сопкой на удалении 18 км от аэродрома, из-за неверно установленного барометрического давления аэродрома посадки на высотомере ВД-20. Экипаж 7 человек погиб.
13.07.1988 г. Вылет парой Ту-16 в Баренцево море, днём. Сложные метеоусловия: перистая облачность 5 баллов, видимость 2-4 км. На высоте 9900 метров самолёт ведущего, с дымлением правого двигателя, с левым креном и энергичным снижением вышел из поля зрения ведомого. Самолёт-спасатель на месте падения обнаружил в море два масляных пятна, плавающие обломки, лодку ЛАС-5М-3 и личные вещи членов экипажа кормовой кабины. Истинной причины катастрофы установить не удалось. Экипаж: Ефимов, Усов, Исаенко, Еркнапишян, Рыбалтовский, Москаленко — погиб.
10.06.1998 года произошла катастрофа самолёта Су-24. Выполнялся перегон самолёта с аэродрома г. Черняховск на аэродром Веретье. Перед посадкой был выполнен несанкционированный демонстрационный проход над аэродромом на околозвуковой скорости и сверхмалой высоте. Из-за ошибки пилотирования самолёт столкнулся с землёй. Экипаж, в составе: командир экипажа — заместитель командира полка подполковник Толмачев и штурман-программист майор Писарько — погиб (экипаж из Черняховска).
17.07.2001 года, на торжествах в честь Дня АВМФ, при выполнении демонстрационного полёта на самолёте Су-33, предположительно из-за ошибки в технике пилотирования разбился заместитель командующего МА, генерал-майор морской авиации, Герой РФ Тиму́р Автанди́лович Апаки́дзе.
Летом 2006 года, при взлёте отказал один двигатель на самолёте Су-24 , в результате самолёт упал с высоты 5 метров. Командир экипажа и штурман катапультировались.
08.02.2016 года, катастрофа Ми-8МТВ5 −1 (бортовой номер 19). Отказ системы управления в продольно-поперечном отношении. Экипажпогиб на месте.
16 июня 2016 года, при посадке на аэродроме Остров выкатился с полосы и подломил стойки шасси дальний бомбардировщик-ракетоносец Ту-22М3 ВКС России (бортовой номер «10 красный», регистрационный номер RF-94146, серийный номер 10905). Экипаж не пострадал, восстановление самолёта признано нецелесообразным. Экипаж и самолёт из Шайковки.

### Другие факты
На аэродроме Веретье снимались эпизоды художественных кинофильмов «Случай в квадрате 36-80» и «Особенности национальной охоты».